# ドア・ツー・ドア
ドア・ツー・ドア (door to door) は、ドアからドアへと直接にアクセスできることである。以下に各業界における具体的意味を示す。
ドア・ツー・ドア（港湾）
発送荷主の戸口から受取り荷主の戸口まで輸送する意味に用いられる。コンテナ輸送、一貫パレチゼーションなどはその典型である。途中で個々の貨物に対して積み替え荷役が全く行われないので、包装の簡易化ができ、破損事故がほとんどないなどの利点がある。
ドア・ツー・ドア輸送とは、物を荷主の戸口（ドア）から、戸口（ドア）まで（トラックなど）運送者の責任の下で一貫して輸送されること指す（空港のターミナルからターミナルをターミナル・ツー・ターミナルという）。また、荷主とトラック・船会社・航空会社・倉庫など輸送会社を結びつけて、ドア・ツー・ドア輸送を行う業者のことはフォワーダーと呼ばれる。
ドアツードア（鉄道）
同一ホームで乗り換えができること（例、谷上駅・調布駅・赤坂見附駅）。